# Ğazı II Giray
Ğazı II Giray àlies Bora, ‘Tempesta’ (1554-1607), fou kan de Crimea.
Es va distingir al front de les tropes del kanat que donaven suport als otomans el 1578 en la guerra contra Pèrsia i va aconseguir el favor del gran visir Özdemiroğlu Osman Pasha (Othman Pasha Özdemeiroğullari). El 1580 durant els combats fou fet presoner pels perses junt amb soldats tàtars, i se li va oferir passar al servei de Pèrsia, cosa que va rebutjar, sent tancat llavors a la fortalesa d'Alamut (Kahkaha); el 1585 es va poder escapar d'aquesta fortalesa i va aconseguir arribar a les línies otomanes a Erzurum. Mort Özdemiroğlu Osman Pasha se'n va anar a Istanbul i es va instal·lar poc després a Yanbolu, corresponent a la moderna ciutat búlgara de Yamboli. Al cap de poc el sultà Murat III que estava impressionat per la seva valentia (i segurament apreciava la fidelitat a l'imperi que havia demostrat) el va nomenar kan (1588). Els begs tàrtars reunits van decidir acceptar-lo i fou proclamat contra el candidat del tsar, Murad Giray d'Astracan. Va nomenar Fetih Giray com a khalgay i Bakht Giray (fill d'Adil Giray) com a nureddin.
Es van revoltar l'anterior khalgay Alp Giray i Mehmed Giray, fill d'Islam II Giray. El primer es va sotmetre a petició del sultà i amb 160 homes es va presentar a Constantinoble i es va instal·lar a Yanbolu; el segon va anar a Circàssia. Va introduir un nou càrrec, el kanaga (inicialment bashaga) o caps dels begs. Va oferir a Rússia la renúncia a Astracan a canvi d'una aliança i va fer una incursió a Lituània i Galítzia però es va acordar la pau a canvi d'un pagament.
Ja al tron, va entrar en negociacions amb el Regne de Polònia i Suècia per concertar una aliança dirigida contra el Tsarat Rus (1590); el nominal kan d'Astracan Murad Giray fou enverinat (probablement per orde de Ghazi II) i el kan va acusar Rússia buscant una excusa per un atac de saqueig. El 1591 va fer una incursió que el va portar fins a Moscou; els espies russos van detectar els moviments de preparació de la campanya; es va reunir tots els clans incloent als nogais i tropes otomanes d'Azov i Bielogorod amb artilleria, i uns 150.000 homes van sortir el 6 de juny de 1591 i es van dirigir a Tula sense aturar-se a les fortaleses del camí. Boris Gudonov va ordenar als comandants de frontera de reunir-se a Serpukhof, i enfrontar al kan en camp obert, però com que la principal força russa era a Nóvgorod i Pskov per enfrontar als suecs, al final es va haver de canviar de plan, i es va ordenar la retirada cap a Moscou. Es va fixar el campament a un parell de km de Moscou a la ruta de Moscou a Kaluga i Tula, i es va construir una fortalesa; el camp fou atacat pels tàtars; la lluita no va tenir vencedor ni vençut però alguns caps tàtars vabn ser ferits o fets presoners i van decidir retirar-se; la retirada com habitualment, fou desordenada i els bagatges sovint abandonats i molts es van ofegar a l'Oka. L'agost el kan havia retornat a Bagchi-Sarai.
El 1592 va repetir les incursions a Rússia a Riazan, Kashir i Tula enviant al khalgay Fetih. Després el sultà otomà va requerir els seus serveis en la guerra contra Àustria a Hongria, i va signar un acord de pau amb Rússia pel qual el tsar pagaria un tribu anual de deu mil rubles i alguns regals predeterminats (1593). El tractat fou ratificat l'abril del 1594.
Llavors va anar a Hongria i va participar en la guerra, lluitant al setge de Raab l'estiu d'aquell any; l'any 1595 va dirigir una campanya a Moldàvia i Valàquia els prínceps de les quals s'havien rebel·lat contra la Porta. Va proposar concedir el principat de Moldàvia a un príncep de la casa Giray però la Porta ho va refusar, el que va molestar a Ğazı II que a la campanya del 1596 es va abstenir de participar i va enviar al seu lloc al kalghay (el seu hereu al tron), Fetih Giray. La Porta al seu torn també es va sentir ofesa i va decretar la seva destitució fulminant.
Va pujar al tron el seu germà Fetih I Giray però al cap de tres mesos la Porta ho va tornar a considerar i va restablir a Ğazı II. Va nomenar Salamet Giray com a khalgay i Devlet Giray com a nureddin però com que aquest va mostrar signes de rebel·lia 
el va substituir pel seu propi fill Toqtamış Giray. Shahin, germà de Devlet va fugir a Circàssia i Mehmed, un altre germà, a Anatòlia. Poc després també va fugir Selamet Giray i Toqtamış Giray va rebre el seu càrrec i Sefer Giray fou designat nureddin.
En aquell moment els kazakhs amenaçaven Crimea i va decidir afrontar primer que res aquest problema, per atendre el qual va ordenar la construcció de la fortalesa de Ghazi-kirman (Ğazıkirman) que el va ocupar el 1597. El 1598 a petició del sultà, va retornar a la guerra d'Hongria i a l'hivern va establir el seu quarter general a Sombor (Szombor) mentre l'exèrcit passava l'hivern a Szegedin. Poc després e va signar una treva a l'illa de Sant Andreu prop de Gran (juny de 1599; el kan fou representat per Alexandre Paleòleg) i llavors va demanar la concessió de l'eyalat de Silistra com arpalik (el terreny en arpalik es concedia als funcionaris otomans com a complement de la funció concedida, o com a previsió per la seva retirada del servei, o com a pagament per la seva disposició a estar en servei, i aquesta tercera era la petició de Ğazı II), però la seva petició fou rebutjada amb brutalitat i l'hivern del 1599 al 1600 va retornar a Crimea. Les relacions amb el gran visir Damat İbrahim Pasha es van tensar, ja que Ghazi II era partidari de la pau.
Els austríacs, que el volien fora de l'aliança amb l'Imperi Otomà, van enviar al delegat Johannes Bernhardi i li van oferir 10.000 monedes d'or a l'any per passar al seu servei (1600), però el kan va donar llargues tot l'any i el 1601, sense acceptar directament però evitant participar en la guerra; finalment el 1602, veient perillar el seu tron, va retornar a Hongria on va lluitar i on va passar l'hivern del 1602 al 1603 al seu quarter general establert a Pécs (Peçuy), moments en què es va dedicar a la cacera a Transsilvània i a compondre versos (el kan havia mostrat les seves habilitats artístiques en altres ocasions escrivint prosa i poesia, en àrab, en turc otomà, en turc de Crimea i en txagatai). Es va començar a amoïnar uns mesos abans quan els seus germans Selamet, Mehmed i Shahin es van establir a Rumèlia, suposant que la Porta preparava el camí per posar a un d'ells al tron, al seu lloc. Les tropes van passar l'hivern als districtes de Szigeth, Koppany i Mohacz. La primavera del 1603 el kan va retornar a Crimea. Ambaixadors austríacs van trobar als seus delegats a Koloszvar (Klausenburg) i li van oferir condicions de pau, però la negociació no va arribar de moment encara a cap final. La guerra es va acabar finalment el 1606 i Ğazı II va mantenir fins al darrer moment el seu important paper militar i finalment diplomàtic. En aquest temps el kan ja havia creat un cos militar de mosqueters (tüfenkçi) que estaven lligats per lleialtat personal al kan.
Signada la pau va renovar la seva aliança amb Polònia dirigida principalment contra Rússia. En aquest any el sultà li va demanar deu mil homes per lluitar contra els djelalis, i encara que va respondre afirmativament, només va enviar en petit contingent. El 1602 es va ajustar una pau amb Russia que va estar a punt de trencar-se el 1603. El 1607 el sultà li va donar orde de participar en la guerra represa contra Pèrsia, atacant per la part del Caucas al Xirvan. Llavors hi havia una epidèmia de pesta que afectava a Crimea i que va tocar al mateix kan el qual va morir el novembre de 1607 a Temburg, en ruta cap a Circàssia. El seu fill i khalgay Toqtamış Giray el va succeir, però la Porta li va refusar el reconeixement.
Durant el govern de Ğazı II Giray es va augmentar la influència otomana mentre disminuïa la dels begs i nobles tàrtars que volien la independència envers la Porta; el kapu-aghasi (eshik-aghasi, bash-agha) càrrec nomenat en el si dels esclaus circassians, va acabar per ocupar una posició dominant al govern equivalent a la de gran visir.
Va deixar algunes obres entre les quals el seu diwan.